# 苫小牧市営緑ヶ丘野球場
苫小牧市営緑ヶ丘野球場（とまこまいしえいみどりがおかやきゅうじょう）は、北海道苫小牧市にある野球場。苫小牧市緑ヶ丘公園にあり、苫小牧市緑ヶ丘球場や苫小牧市営緑ヶ丘球場の名称が用いられていたが、2016年（平成28年）4月1日から苫小牧信用金庫がネーミングライツ（命名権）を取得し、愛称がとましんスタジアムになった。

## 概要
1986年（昭和61年）にオーロラ球場（2003年閉場）に次ぐ市営第2野球場として完成。苫小牧市はじめ東胆振の拠点球場として各種野球大会に使用している。2015年（平成27年）からの大規模改修工事によって両翼や中堅を拡張し、スコアボードを電光掲示板に一新したほか、夜間照明設備によってナイターが可能になった。

## 施設
- 開場期間（4月下旬から10月下旬）[6]
- 両翼98 m、中堅122 m[6]
- 管理棟（本部席、役員室、記録室、更衣室、シャワー室、放送室など）[6]
- 夜間照明設備[6]

## アクセス
北海道旅客鉄道（JR北海道）苫小牧駅から車で約10分、徒歩で約30分。